# Honor Is All We Know
...Honor Is All We Know es el octavo álbum de estudio del grupo musical de punk rock estadounidense Rancid. Fue publicado el 27 de octubre de 2014 por Hellcat Records y Epitaph Records. Es el primer álbum de estudio de la banda desde Let the Dominoes Fall (2009), y su segundo bajo su agrupación actual.
El trabajo para ...Honor Is All We Know comenzó en 2011 y originalmente estaba planeado para un lanzamiento en 2012, pero se retrasó repetidamente mientras la banda continuaba de gira y escribiendo nuevo material, y sus miembros estaban ocupados con sus propios proyectos. Después de tres años de escribir y grabar, el álbum se terminó en 2014. ...Honor Is All We Know es el álbum de estudio más corto de Rancid; con menos de 33 minutos, siendo un minuto y medio más corto que su álbum debut homónimo de 1993.

## Antecedentes y composición
Rancid comenzó a trabajar en ...Honor Is All We Know ya en 2011. Cuando se le preguntó en agosto de 2010 si Rancid lanzaría un octavo álbum de estudio en el corto plazo, el bajista Matt Freeman respondió: «Todavía no lo hemos descubierto. No vamos a ninguna parte. Vamos a hacer algo, pero todavía no sabemos qué es. Siempre estamos juntos y todos hablamos todos los días. Simplemente estamos haciendo cosas diferentes en este momento».
El 27 de mayo de 2011, Rancid anunció que harían una pequeña gira por Estados Unidos apoyando a Blink-182 desde el 25 de agosto hasta el 4 de septiembre de 2011, para permitirles calentar antes de entrar al estudio en septiembre para comenzar a grabar su octavo álbum de estudio con el productor Brett Gurewitz. Luego anunciaron que se embarcarían en una gira mundial por el vigésimo aniversario en 2012 para acompañar el álbum, sin embargo, el álbum no llegó en 2012, y el líder Tim Armstrong declaró que sería lanzado después del tercer álbum de Transplants, In a Warzone.
El 6 de febrero de 2013, Rancid subió una imagen a su página de Facebook de la banda en el estudio con la leyenda "La grabación ha comenzado". Branden Steineckert también señaló en su página de Instagram que la grabación se completó en marzo de 2013, pero no explicó el motivo del retraso en el lanzamiento. En una entrevista de diciembre de 2013 en Reddit, el baterista reveló que el octavo álbum de estudio de Rancid se llamaba ...Honor Is All We Know y se lanzaría a principios de 2014.
La lista de canciones y el arte de ...Honor Is All We Know se revelaron el 28 de septiembre de 2014, y al día siguiente, Rancid anunció que el álbum se lanzaría el 27 de octubre de 2014. Armstrong originalmente grabó la canción principal como parte de su proyecto paralelo Tim Timebomb.
El 30 de septiembre de 2014, Rancid lanzó un vídeo de presentación de «Collision Course», «Honor Is Al We Know» y «Evil's My Friend». La banda comenzó a previsualizar las canciones del álbum a través de su sitio web unos días después con el lanzamiento de «Face Up», «Already Dead» y «Diabolical».
El álbum incluye una versión de «Everybody Suffering» del artista cubano Laurel Aitken, retitulado «Everybody's Sufferin'». Esta es el primer cover que la banda ha lanzado en su totalidad desde que hicieron una versión de «Get Out of My Way» de The Uptones en su LP debut.

## Lista de canciones
Todas las canciones escritas y compuestas por Rancid, excepto «Honor Is All We Know» escrita por Tim Armstrong y «Everybody's Sufferin'» escrita por Laurel Aitken (llamada originalmente «Everybody Suffering»). 
| CD / Descarga digital |                              |                                  |          |  |
| N.º                   | Título                       | Voz principal                    | Duración |  |
| 1.                    | «Back Where I Belong»        | Armstrong                        | 2:12     |  |
| 2.                    | «Raise Your Fist»            | Armstrong                        | 3:05     |  |
| 3.                    | «Collision Course»           | Armstrong, Frederiksen           | 1:57     |  |
| 4.                    | «Evil's My Friend»           | Armstrong                        | 2:10     |  |
| 5.                    | «Honor Is All We Know»       | Armstrong, Frederiksen y Freeman | 2:12     |  |
| 6.                    | «A Power Inside»             | Armstrong                        | 2:04     |  |
| 7.                    | «In the Streets»             | Armstrong, Frederiksen           | 2:26     |  |
| 8.                    | «Face Up»                    | Armstrong, Frederiksen           | 1:35     |  |
| 9.                    | «Already Dead»               | Armstrong, Frederiksen           | 2:22     |  |
| 10.                   | «Diabolical»                 | Armstrong                        | 3:12     |  |
| 11.                   | «Malfunction»                | Armstrong, Frederiksen           | 2:26     |  |
| 12.                   | «Now We're Through With You» | Armstrong                        | 1:52     |  |
| 13.                   | «Everybody's Sufferin'»      | Armstrong                        | 2:56     |  |
| 14.                   | «Grave Digger»               | Armstrong, Frederiksen           | 2:20     |  |
| 32:47                 |                              |                                  |          |  |

| Bonus track (Deluxe edition/iTunes) |                                            |          |  |
| N.º                                 | Título                                     | Duración |  |
| 15.                                 | «Breakdown»                                | 2:20     |  |
| 16.                                 | «Something to Believe in a World Gone Mad» | 2:47     |  |
| 17.                                 | «Turn In Your Badge»                       | 1:15     |  |

| Bonus track (LP edition) |             |          |  |
| N.º                      | Título      | Duración |  |
| 15.                      | «Breakdown» | 2:20     |  |

| Bonus track (Japanese edition) |                                                                                      |          |  |
| N.º                            | Título                                                                               | Duración |  |
| 15.                            | «Breakdown» (Mal etiquetada como «Break Down the Walls» en la contraportada)         | 2:20     |  |
| 16.                            | «Something to Believe in a World Gone Mad»                                           | 2:47     |  |
| 17.                            | «Turn in Your Badge»                                                                 | 1:15     |  |
| 18.                            | «Rancid's Barmy Army» (Mal etiquetada como «Rancid' Barmy Army» en la contraportada) | 1:21     |  |

## Personal
- Tim Armstrong – vocales, guitarra, remezclas (acreditado como Tim Timebomb)
- Lars Frederiksen – vocales, guitarra, coros
- Matt Freeman – bajo, coros
- Branden Steineckert – batería